# Al-Amrijja (Syria)
Al-Amrijja (arab. العمرية) – wieś w Syrii, w muhafazie Aleppo, w dystrykcie Afrin. W 2004 roku liczyła 413 mieszkańców.